# Falkenbergs VBK
Le Falkenbergs VBK est un club suédois de volley-ball basé à Falkenberg et fondé 1985.

## Palmarès
- Championnat de Suède : 2007, 2008, 2009, 2011, 2014, 2016